# No Good Nick
No Good Nick é uma série de televisão de comédia americana, criada por David H. Steinberg e Keetgi Kogan e estrelada por Melissa Joan Hart, Sean Astin, Siena Agudong, Kalama Epstein e Lauren Lindsey Donzis. A estreia da parte 1 aconteceu em 15 de abril de 2019 na Netflix. A parte 2 estreou em 5 de agosto de 2019. É uma série criada originalmente pela Netflix, e se encontra disponível na mesma.

## Elenco

### Regular
- Melissa Joan Hart como Elizabeth "Liz" Thompson
- Sean Astin como Ed Thompson
- Siena Agudong como Nicole "Nick" Petterson
- Kalama Epstein como Jeremy Thompson
- Lauren Lindsey Donzis como Molly Thompson

### Recorrente
- Anthony Turpel como Will
- Kyla-Drew como Becky
- Sanai Victoria como Tamika
- Tiana Le como Xuan
- Eddie McClintock como Tony
- Molly Hagan as Dorothy
- Ted McGinley como Sam
- Alex Poncio como Jim
- Gus Kamp como Eric
- Marco Sanchez como Eduardo
- Lori Mae Hernandez como Riley
- Josie Totah como Lisa Haddad
- Jerry Trainor como Todd

## Dublagem/Dobragem
| Personagem     | Dobrador/a         | Dublador/a            |
| Principais     | Principais         | Principais            |
| -------------- | ------------------ | --------------------- |
| Nick           | Soraia Tavares     | Isabella Simi         |
| Molly          | Joana de Carvalho  | Ana Elena Bittencourt |
| Jeremy         | Alexandre Carvalho | João Cappelli         |
| Ed             | Eurico Lopes       | Peterson Adriano      |
| Liz            | Rita Cruz          | Guilene Conte         |
| Recorrentes    |                    |                       |
| Dorothy        | Raquel Ferreira    | Miriam Ficher         |
| Sam            | Rui Quintas        | Helio Ribeiro         |
| Tony Franzelli | Rui Quintas        | Guilherme Briggs      |
| Becky          | Raquel Ferreira    | Helena Palomanes      |
| Tamika         | Rita Cruz          | Vitória Crispim       |
| Xuan           | Joana de Carvalho  | Amanda Brigido        |
| Lisa           | Raquel Ferreira    | Wagner Follare        |
| Riley          | Raquel Ferreira    | Natália Alves         |
| Will           | Diogo Pinto        | Fabrício Vila Verde   |
| Eric           | Diogo Pinto        | Yan Gesteira          |

|                              | Portugal      | Brasil            |
| ---------------------------- | ------------- | ----------------- |
| Direção                      | Mário Bomba   | Leonardo Santhos  |
| Tradução                     | Joana Narciso | Paloma Nascimento |
| Dublado/Dobrado nos Estúdios | Buggin Media  | Som de Vera Cruz  |
| Estúdio de Mistura           | BTI Studios   | Som de Vera Cruz  |

[carece de fontes?]

## Produção

### Desenvolvimento
Em 21 de setembro de 2018, foi anunciado que a Netflix havia dado à produção uma ordem de série para uma primeira temporada de vinte episódios. A série foi criada por David H. Steinberg e Keetgi Kogan, dos quais também se esperava que fossem produtores executivos. Foi ainda anunciado que Andy Fickman seria o diretor da série.

### Seleção de elenco
Juntamente com o anúncio da encomenda da série, foi confirmado que Melissa Joan Hart, Sean Astin, Siena Agudong, Kalama Epstein e Lauren Lindsey Donzis foram escaladas para papéis principais. 

### Filmagens
As filmagens da série começaram em setembro de 2018.